# Panemeria tenebrata
Panemeria tenebrata là một loài bướm đêm trong họ Noctuidae.

## Hình ảnh

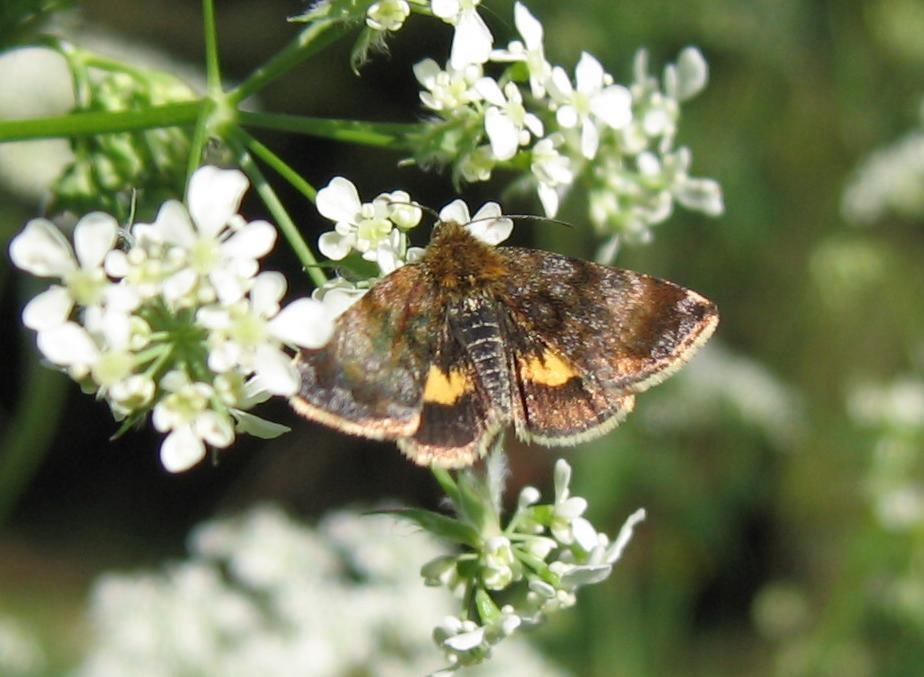
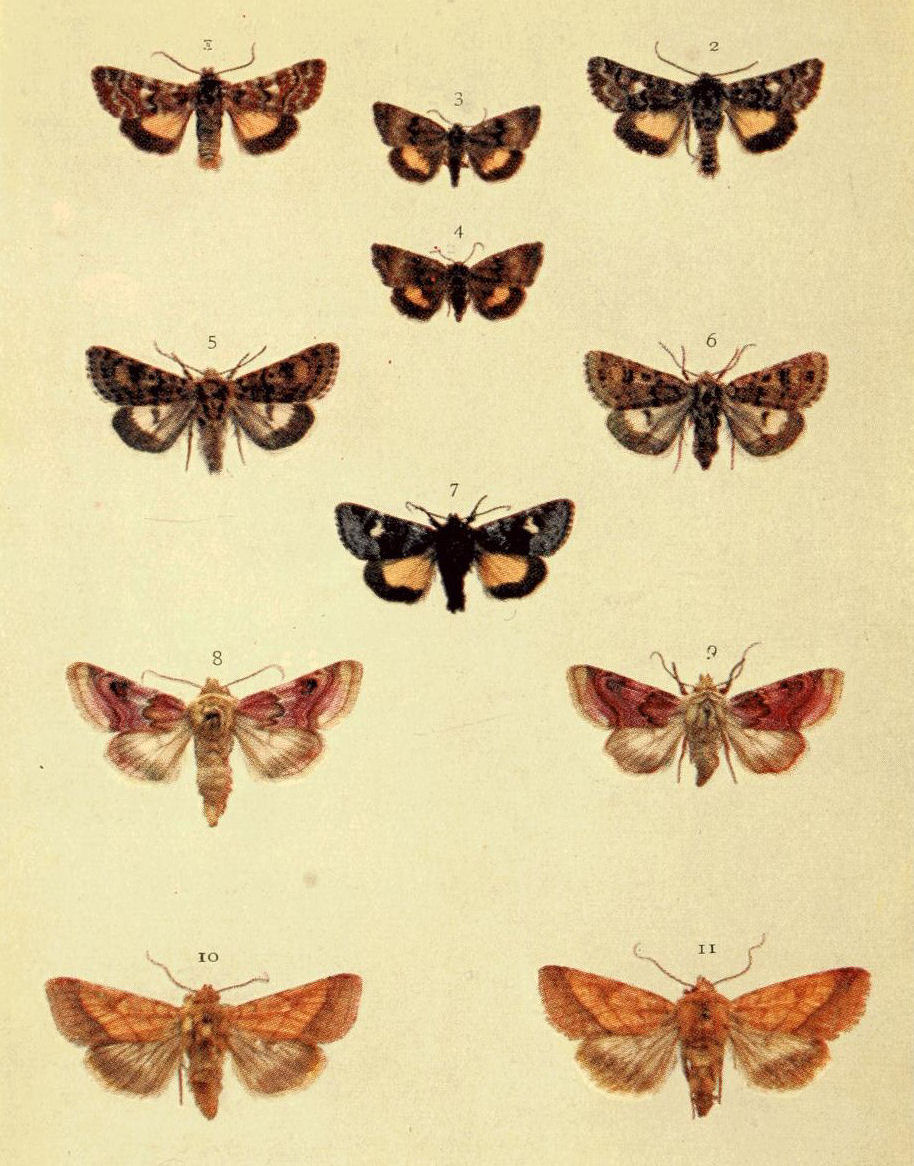
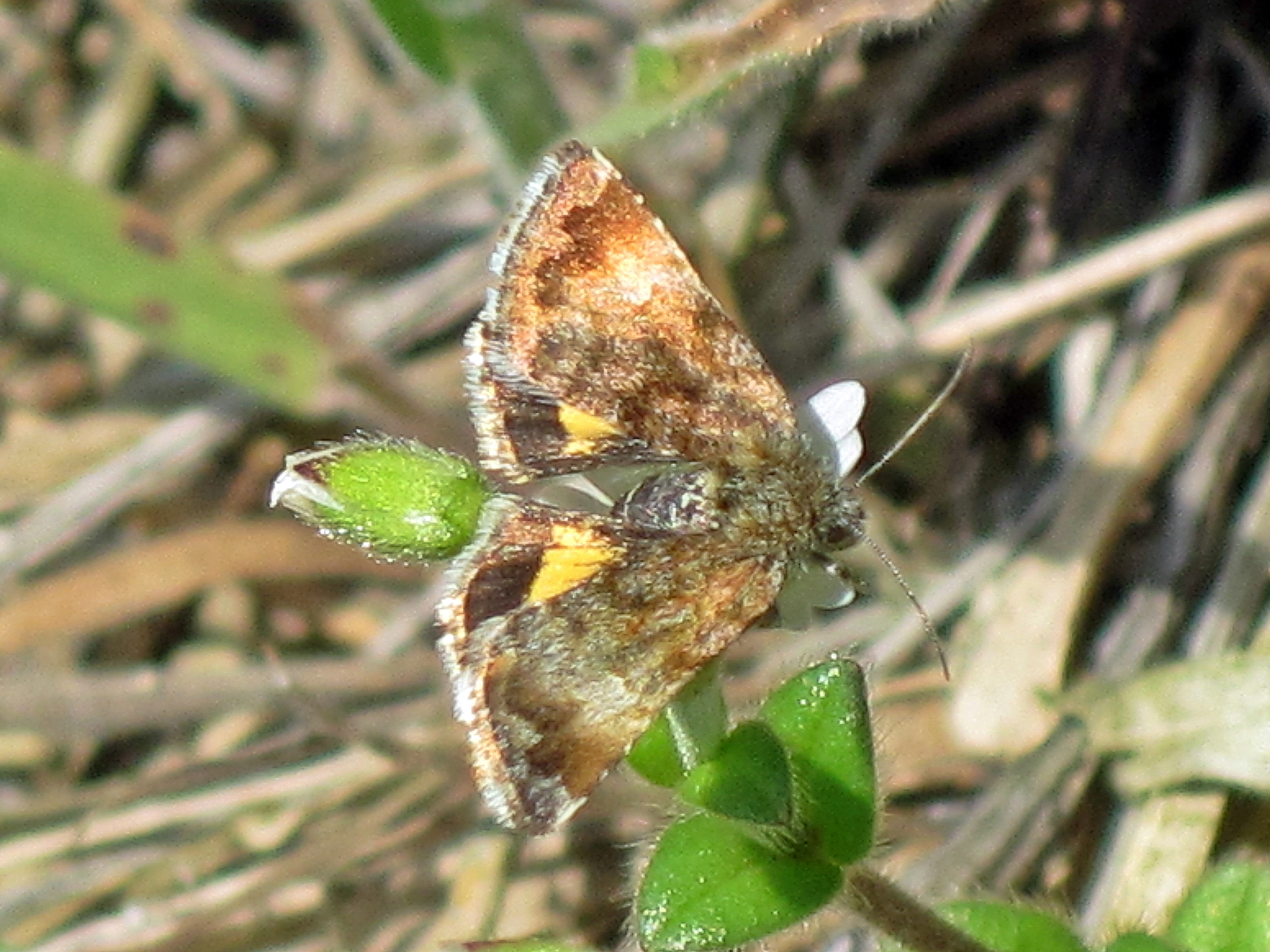